# Ludwik Konstanty Pociej

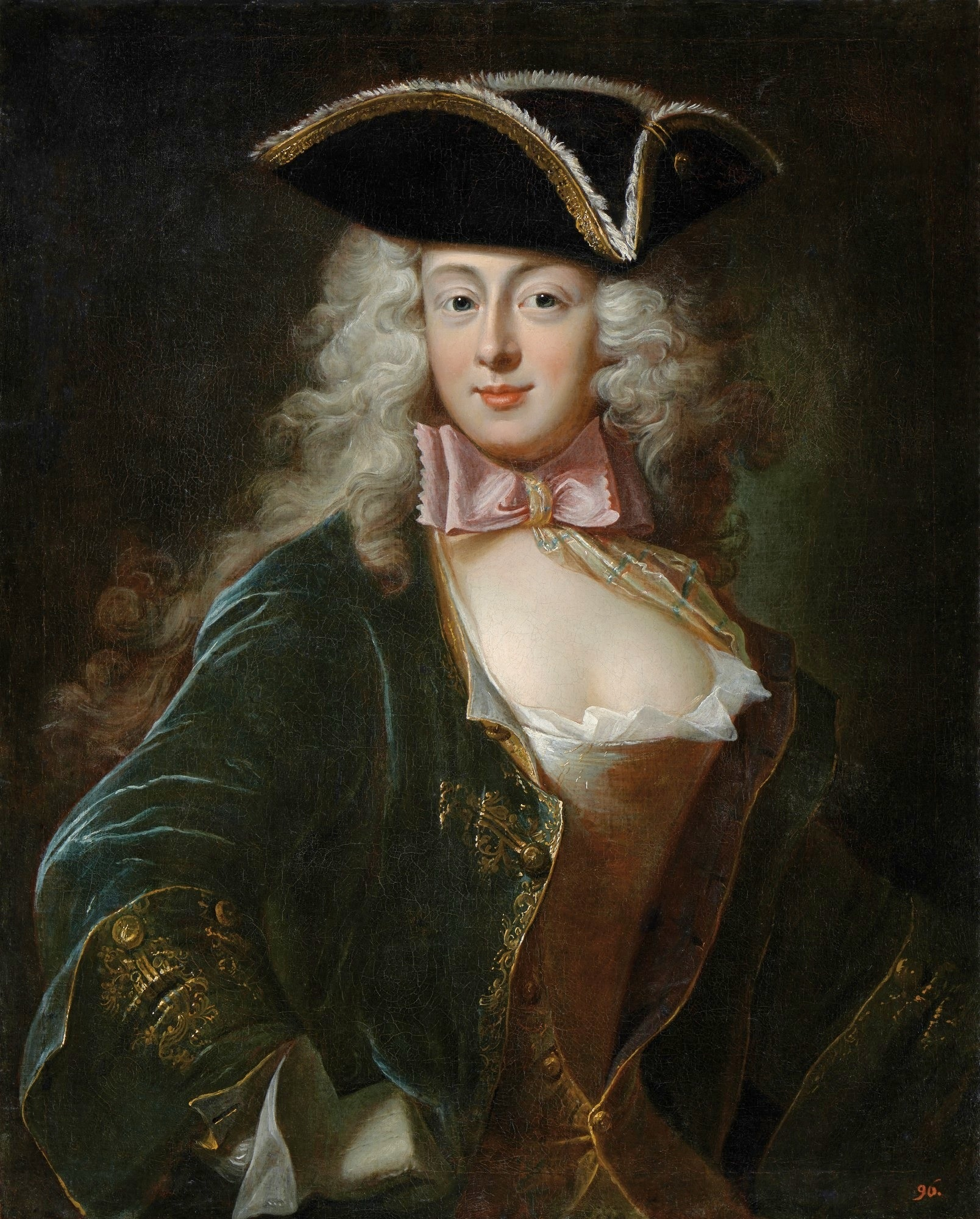
Emerencjanna z Warszyckich Pociej

Ludwik Konstanty Pociej herbu Waga (ur. 1664, zm. 3 stycznia 1730 roku w Różance) – hetman wielki litewski w 1709 roku, hetman polny litewski w 1709 roku i 1703 roku, podskarbi wielki litewski w 1704 roku, strażnik litewski w 1698 roku, pisarz polny litewski w 1697 roku, podkomorzy brzeskolitewski w latach 1691–1704, pisarz ziemski brzeskolitewski w latach 1686–1691, starosta puński, borciański, szereszowski, stokliski, starosta ratneński w 1720 roku, marszałek Trybunału Głównego Wielkiego Księstwa Litewskiego w 1714 roku, odznaczony Orderem Orła Białego.

## Życiorys
W Armii Wielkiego Księstwa Litewskiego służył od roku 1684, choć sam twierdził, co było całkowicie niezgodne z prawdą, iż brał udział w kampanii 1683, a nawet w bitwie pod Wiedniem. W szeregach armii litewskiej odbył szereg kampanii przeciw Turcji.
Poseł sejmiku brzeskolitewskiego na sejm nadzwyczajny 1688/1689, sejm zwyczajny 1692/1693 roku, sejm nadzwyczajny 1693 roku, sejm 1695 roku, poseł sejmiku mozyrskiego na sejm 1690 roku.
Był elektorem Augusta II Mocnego z województwa brzeskolitewskiego w 1697 roku, jako deputat województwa brzeskiego podpisał jego pacta conventa. Poseł brzeskolitewski na sejm koronacyjny 1697 roku.  
Poseł powiatu brzeskolitewskiego na sejm pacyfikacyjny 1698 roku. Poseł brzeskolitewski na sejm zwyczajny pacyfikacyjny 1699 roku. Należał do największych przeciwników hegemonii Sapiehów na Litwie. 18 listopada 1700, podczas wojny domowej w Wielkim Księstwie pomiędzy republikanami a Sapiehami, przyczynił się znacznie do pokonania sił sapieżyńskich podczas bitwy pod Olkienikami. Był członkiem konfederacji olkienickiej w 1700 roku. Następnie czerpał ogromne zyski z zagrabionych im majątków. Jako podskarbi zasłynął z wybijania pieniędzy tak lichych, że od umieszczonych na nich inicjałów LP nazywano je Ludzkim Płaczem. Rabunkową gospodarką w dobrach posapieżyńskich doprowadził do buntów chłopskich, które krwawo stłumił wykorzystując podległe sobie wojska. Poseł na sejm 1701 roku i sejm z limity 1701-1702 roku z powiatu trockiego. W styczniu 1702 roku podpisał akt pacyfikacji Wielkiego Księstwa Litewskiego. Na początku wielkiej wojny północnej w 1702 próbował na czele 3 tys. żołnierzy odbić z rąk szwedzkich Wilno. W następnym roku wraz z Sasami zdobył broniony przez Sapiehów Tykocin. Poseł na sejm 1703 roku z powiatu brzeskolitewwskiego. Był członkiem konfederacji sandomierskiej 1704 roku. Podczas kampanii 1708 wraz z Jakubem Zygmuntem Rybińskim pobił pod Koniecpolem armię Stanisława Leszczyńskiego pod dowództwem hetmana wielkiego koronnego Józefa Potockiego.
Był człowiekiem pozbawionym wszelkich skrupułów moralnych, całą karierę zrobił opierając się na poparciu Piotra I, który potrzebował Pocieja do rozgrywek z Augustem II, również dzięki poparciu cara otrzymał on urząd hetmański. Jako jedyny dowódca Rzeczypospolitej zgodził się wysłać posiłki Rosjanom szykującym się do wojny z Turcją. W historii zachowała się o nim opinia jako zdrajcy, alkoholiku i pospolitym złoczyńcy. Był jednak Pociej dobrym dowódcą kawaleryjskim, co udowodnił nieraz swymi rajdami na tyły wroga, choć jak wszyscy dowódcy polsko-litewscy tego okresu miał problemy ze zorganizowaniem współdziałania innych rodzajów broni na polu bitwy. 
Był uczestnikiem Walnej Rady Warszawskiej 1710 roku. Ludwik Pociej protestował przeciwko limitowaniu obrad sejmu z 1712 roku – w specjalnym uniwersale ostrzegał szlachtę, że limita to pierwszy krok do absolutyzmu. W konsekwencji, sejm nadzwyczajny z 1713 r. został zerwany przez klientów Pociejów: Michała Puzynę i Jana Piotra Nestorowicza, jako wyraz protestu przeciwko próbom ograniczaniu przez Augusta II władzy hetmanów. Ponadto, również w latach 1719–1720 torpedował pracę sejmu z dwóch przyczyn: 1) z powodu niechęci wykonania postanowień sejmu niemego ograniczających wszechwładzę hetmańską oraz liczebność sił zbrojnych, 2) na sejmach tych miała odbyć się ratyfikacja antyrosyjskiego sojuszu austriacko-sasko-polskiego zawartego w Wiedniu 5 stycznia 1719
Był dyrektorem wileńskiego sejmiku przedsejmowego w 1722 roku. Dziennikarz Maciej Rybiński utrzymuje, że w 1722 roku cesarz Piotr I Wielki wyzwał Ludwika Pocieja na pojedynek pijacki i przegrał go.
Jego żona Emerencjanna z Warszyckich (zm. po 1736) była kochanką króla Augusta II Sasa.